# Müslüm Talşik
Müslüm Talşik (* 15. April 1996 in Şahinbey) ist ein türkischer Fußballspieler.

## Karriere
Talşik begann mit dem Vereinsfußball in der Jugend von Gaziantepspor. In der Rückrunde der Saison 2014/15 wurde er erst am Training der Profimannschaft beteiligt und gab schließlich am 29. Mai 2015 in der Ligabegegnung gegen Balıkesirspor sein Profidebüt. Am Saisonanfang hatte er von seinem Klub auch einen Profivertrag erhalten. Für die Rückrunde der Saison 2015/16 und für die gesamte Saison 2016/17 wurde er an den Viertligisten Batman Petrolspor ausgeliehen.